# Get Yer Ya-Ya's Out! The Rolling Stones in Concert
Get Yer Ya-Ya's Out! The Rolling Stones in Concert es el segundo álbum en vivo de la banda de rock británico The Rolling Stones, lanzado el 4 de septiembre de 1970 por Decca Records en el Reino Unido y por London Records en Estados Unidos. Fue registrado en Nueva York y en Maryland en noviembre de 1969, antes de lanzar Let It Bleed. Es el primer álbum en vivo en trepar el puesto número 1 en Reino Unido. Se desveló que el álbum se publicó en respuesta al muy popular bootleg en vivo titulado Live'r Than You'll Ever Be.

## Historia
Al no haber estado de gira desde 1967, los Rolling Stones estaban ansiosos por volver al ruedo en 1969. Con sus dos recientes álbumes, Beggars Banquet y Through the Past, Darkly (Big Hits Vol. 2) los cuales habían sido muy bien recibidos, por lo que su nueva gira generaba una gran expectativa. Su gira por América fue durante noviembre y diciembre, contó con B.B. King (reemplazado en algunos shows por Chuck Berry), Ike & Tina Turner y Terry Reid como teloneros, tocando a sala llena. La gira fue la primera con Mick Taylor en escena, quién reemplazó a Brian Jones, poco antes de su muerte en julio; en esta grabación también aparecen dos temas que forman parte de Let It Bleed.
Las actuaciones para estos lanzamientos se registraron el 27 de noviembre de 1969 (un show) y el 28 de noviembre de 1969 (dos shows) en el Madison Square Garden de la ciudad de New York, mientras que "Love in Vain" fue registrado en Baltimore, Maryland el 26 de noviembre de 1969. Se realizaron muy pocas sobregrabaciones para el álbum, las cuales se hicieron durante enero de 1970 en los estudios Olympic de Londres. El producto final cuenta con nuevas voces principales en un tema y coros añadidos por Keith Richards en otro, el resto del material es en vivo.
Algunas de las actuaciones, así como la sesión de fotos para la portada del álbum, aparecen en el documental "Gimme Shelter", donde aparecen Jagger y Charlie Watts posando con un burro en la carretera de Birmingham (Reino Unido) a comienzos de diciembre de 1969. Sin embargo la foto de la portada fue tomada a comienzos de febrero de 1970. La portada muestra a Watts saltando, llevando una guitarra y un bajo en sus manos y a su lado a un burro cargando con otra guitarra y la batería, fue inspirada en la letra de "Visions of Johanna" de Bob Dylan (A pesar de que la letra hable de una mula).

## Lanzamiento y recepción
En la reseña de la revista Rolling Stone, el crítico Lester Bangs dijo, "No tengo duda que es el mejor concierto de rock que se grabó."
'Get Yer Ya-Ya's Out!': The Rolling Stones in Concert fue lanzado en septiembre de 1970, bien entradas las sesiones de su siguiente álbum de estudio, Sticky Fingers, fue muy bien recibido por la crítica y en ventas, trepando al número 1 en el Reino Unido y al 6 en Estados Unidos,[cita requerida] donde se transformó en disco de platino. Exceptuando discos recopilatorios, este fue el último disco de los Stones en lanzarse con la disquera Decca Records en el Reino Unido y con London Records en Estados Unidos antes de lanzar su propio sello Rolling Stones Records.
El título del álbum fue adoptado de la canción "Get Yer Yas Yas Out" de Blind Boy Fuller. La frase utilizada en la canción de Fuller es "get your yas yas out the door".
En agosto de 2002, 'Get Yer Ya-Ya's Out!' The Rolling Stones in Concert fue reeditado y remasterizado en SACD digipak por ABKCO Records.

En noviembre de 2009, el álbum fue reeditado con canciones inéditas de los Rolling Stones y también con los shows de apertura de B.B King e Ike & Tina Turner. Esto fue incluido en un DVD y en un libro de 56 páginas.
Las canciones del segundo disco de esta edición son "Prodigal Son", "You Gotta Move", "Under My Thumb", "I'm Free", y "(I Can't Get No) Satisfaction" son canciones descargables para los videojuegos Guitar Hero 5 y Band Hero. Adicionalmente, "Under My Thumb"" fue incluida en la versión del juego Band Hero para Nintendo DS.

## Lista de canciones
Todos los temas compuestos por Mick Jagger y Keith Richards, salvo donde se indica.
1. "Jumpin' Jack Flash – 4:02
2. "Carol" (Chuck Berry) – 3:47
3. "Stray Cat Blues" – 3:41
4. "Love In Vain" (Robert Johnson) – 4:57
5. "Midnight Rambler" – 9:05
6. "Sympathy for the Devil" – 6:52
7. "Live With Me" – 3:03
8. "Little Queenie" (Chuck Berry) – 4:33
9. "Honky Tonk Women" – 3:35
10. "Street Fighting Man" – 4:03

## Lista de canciones (40 º Aniversario Deluxe Box Set)
Disco 1
- Jumpin' Jack Flash (Lanzamiento original) - 4:03
- Carol (Lanzamiento original) - 3:46
- Stray Cat Blues (Lanzamiento original) - 3:47
- Love In Vain (Lanzamiento original) - 4:56
- Midnight Rambler (Lanzamiento original) - 9:04
- Sympathy For The Devil (Lanzamiento original) - 6:51
- Live With Me (Lanzamiento original) - 3:02
- Little Queenie (Lanzamiento original) - 4:33
- Honky Tonk Women (Lanzamiento original) - 3:34
- Street Fighting Man (Lanzamiento original) - 4:04

Disco 2
- Prodigal Son (Tema Inédito) - 4:04
- You Gotta Move (Tema Inédito) - 2:18
- Under My Thumb (Tema Inédito) - 3:38
- I'm Free (Tema Inédito) - 2:47
- (I Can't Get No) Satisfaction (Tema Inédito) - 5:38

Disco 3
- Everyday I Have the Blues (Tema Inédito de B.B King) - 2:27
- How Blue Can You Get (Tema Inédito de B.B King) - 5:30
- That's Wrong Little Mama (Tema Inédito de B.B King) - 4:11
- Why I Sing The Blues (Tema Inédito de B.B King) - 5:16
- Please Accept My Love (Tema Inédito de B.B King) - 4:52
- Gimme Some Loving (Tema Inédito de Ike & Tina Turner) - 0:49
- Sweet Soul Music (Tema Inédito de Ike & Tina Turner) - 1:16
- Son Of A Preacher Man (Tema Inédito de Ike & Tina Turner) - 2:49
- Proud Mary (Tema Inédito de Ike & Tina Turner) - 3:07
- I've Been Loving You Too Long (Tema Inédito de Ike & Tina Turner) - 5:40
- Come Together (Tema Inédito de Ike & Tina Turner) - 3:36
- Land Of A Thousand Dances (Tema Inédito de Ike & Tina Turner) - 2:40

Disco 4
- Prodigal Son (el contenido del DVD)
- You Gotta Move (el contenido del DVD)
- Under My Thumb (el contenido del DVD)
- I'm Free (el contenido del DVD)
- (I Can't Get No) Satisfaction (el contenido del DVD)
- Backstage (disparo de Albert y David Maysles) con tomas en el estudio de disparar la cubierta del álbum (el contenido del DVD)

## Músicos
- Mick Jagger: voces, armónica.
- Keith Richards: guitarra, voz de fondo.
- Mick Taylor: guitarra.
- Bill Wyman: bajo.
- Charlie Watts: batería.
- Ian Stewart: piano en los temas de Chuck Berry y en Honky Tonk Women.

## Listas de éxito
Álbum
| Año       | Lista                | Posición |
| --------- | -------------------- | -------- |
| 1970 1971 | UK Albums Chart      | 1 39     |
| 1970 1971 | Billboard Pop Albums | 6 51     |